# Eyal Zamir
Eyal Zamir (em hebraico: אייל זמיר  ; Eilat, 26 de janeiro de 1966) é o atual Chefe do Estado-Maior General das Forças de Defesa de Israel, tendo assumido o cargo em 5 de março de 2025. Zamir serviu anteriormente como Diretor-Geral do Ministério da Defesa de Israel (2023–2025), como Vice-Chefe do Estado-Maior entre 2018 e 2021, comandante do Comando Sul, Secretário Militar do Primeiro Ministro, comandante da 36ª Brigada e comandante da 7ª Brigada Blindada.

## Biografia
Zamir nasceu e foi criado em Eilat. Seus avós eram imigrantes do Iêmen e da Síria. Ele é formado na 17ª turma da Academia Militar de Comando em Tel Aviv.
Zamir se formou no Inter-Service Command and Staff College e no National Security College. Ele é bacharel em ciências políticas pela Universidade de Tel-Aviv, mestre em segurança nacional pela Universidade de Haifa, e ex-aluno do Programa de Gestão Geral para Executivos Seniores (GMP) da Wharton School.

## Carreira
Zamir começou seu serviço nas IDF em 1984, juntando-se ao Corpo Blindado. No Corpo Blindado, ele passou por treinamento como soldado de combate e depois frequentou o curso de comandante de tanque. Foi comandante do pelotão e comandante da companhia na 500ª Brigada e na 460ª Brigada.
Em 1992-1994, ele serviu como oficial de operações da 7ª Brigada Blindada (com a patente de major). De 1994 a 1996, serviu como comandante do 75º Batalhão da 7ª Brigada (com a patente de Tenente-Coronel). Em 1996, ele foi comandante do curso de comandantes de tanques na escola blindada. Ele serviu nesta posição até 1997, quando foi estudar por um ano na Escola Militar de Paris na França.
Em 2000-2002, ele foi chefe do Departamento de Teoria do Corpo Blindado na sede do Chefe do Corpo Blindado e, ao mesmo tempo, serviu como comandante da 656ª Brigada, uma divisão de reserva no Comando Central (com a patente de coronel). Em 2002-2003, foi comandante do Centro de Treinamento Tático no Centro Nacional de Treinamento em terra, paralelamente ao seu papel como comandante da divisão de reserva.
Em novembro de 2012, foi nomeado Secretário Militar do Primeiro-Ministro, e em 3 de setembro de 2015, ele optou por encerrar seu mandato. Em 14 de outubro de 2015, tomou posse como Comandante do Comando Sul. Perto do fim de seu mandato, começaram os confrontos na fronteira entre Israel e a Faixa de Gaza . Em 6 de junho de 2018, ele encerrou seu mandato como Comandante do Comando Sul.
Em 13 de junho de 2022, o Ministro da Defesa Benny Gantz iniciou o processo de seleção do 23º Chefe do Estado-Maior das IDF de Israel. Zamir foi anunciado como um dos três candidatos junto com Herzi Halevi e Yoel Strick. Halevi assumiu o cargo em janeiro.
Em 2 de janeiro de 2023, foi nomeado diretor-geral do Ministério da Defesa por Yoav Gallant.
Depois de Halevi ter anunciado a sua intenção de deixar o cargo de Chefe do Gabinete em 2025, o Ministro da Defesa Israel Katz mencionou Zamir, juntamente com Amir Baram e Tamir Yadai, como os três candidatos para o substituir. Zamir foi anunciado como substituto de Halevi em 1º de fevereiro de 2025. Ele assumiu o cargo em 5 de março, após uma cerimônia realizada no centro de comando da Força Aérea israelense em HaKirya, Tel Aviv.

## Prêmios e condecorações
Eyal Zamir recebeu duas medalhas de campanha pelos seus serviços durante duas guerras.
|  |  |

| Segunda Guerra do Líbano | Operação Margem Protetora |